# Satyrus centralis
Satyrus centralis är en fjärilsart som beskrevs av Andrej Nikolajewitsch Avinoff och Sweadner 1951. Satyrus centralis ingår i släktet Satyrus och familjen praktfjärilar. Inga underarter finns listade.